# Championnat des Comores de football
Le championnat des Comores de football est une compétition annuelle de football disputée entre clubs de l'élite comorienne.
Les champions des trois îles que sont la Grande Comore, Mohéli et Anjouan, s'affrontent dans un tournoi final déterminant le champion des Comores.
Créé en 1979, le championnat est organisé par la fédération comorienne de football.

## Palmarès
| Saison    | Champion des Comores         | Vice-champion                   | Champion de Grande Comore       | Vice-champion                   | Champion d'Anjouan          | Vice-champion           | Champion de Mohéli       | Vice-champion             |
| --------- | ---------------------------- | ------------------------------- | ------------------------------- | ------------------------------- | --------------------------- | ----------------------- | ------------------------ | ------------------------- |
| 1979-1980 | Coin Nord de Mitsamiouli     |                                 |                                 |                                 |                             |                         |                          |                           |
| 1980-1985 | Inconnu                      | Inconnu                         | Inconnu                         | Inconnu                         | Inconnu                     | Inconnu                 | Inconnu                  | Inconnu                   |
| 1985-1986 | Coin Nord de Mitsamiouli     |                                 |                                 |                                 |                             |                         |                          |                           |
| 1986-1989 | Inconnu                      | Inconnu                         | Inconnu                         | Inconnu                         | Inconnu                     | Inconnu                 | Inconnu                  | Inconnu                   |
| 1989-1990 | Coin Nord de Mitsamiouli     |                                 |                                 |                                 |                             |                         | Fomboni Football Club    |                           |
| 1990-1991 | Étoile du Sud de Foumbouni   |                                 |                                 |                                 |                             |                         | Fomboni Football Club    |                           |
| 1991-1992 | Étoile du Sud de Foumbouni   |                                 | Étoile du Sud de Foumbouni      |                                 |                             |                         | Fomboni Football Club    |                           |
| 1992-1993 | Union sportive de Zilimadjou |                                 |                                 |                                 |                             |                         | Fomboni Football Club    |                           |
| 1993-1994 | Inconnu                      | Inconnu                         | Inconnu                         | Inconnu                         | Inconnu                     | Inconnu                 | Inconnu                  | Inconnu                   |
| 1994-1995 | Élan Club de Mitsoudjé       |                                 | Élan Club de Mitsoudjé          |                                 | Faigaffe Club               |                         | Fomboni Football Club    |                           |
| 1995-1996 | Élan Club de Mitsoudjé       |                                 | Élan Club de Mitsoudjé          |                                 | Faigaffe Club               |                         |                          |                           |
| 1996-1997 | Inconnu                      | Inconnu                         | Inconnu                         | Inconnu                         | Inconnu                     | Inconnu                 | Inconnu                  | Inconnu                   |
| 1997-1998 | Union sportive de Zilimadjou |                                 |                                 |                                 |                             |                         |                          |                           |
| 1998-2000 | Inconnu                      | Inconnu                         | Inconnu                         | Inconnu                         | Inconnu                     | Inconnu                 | Inconnu                  | Inconnu                   |
| 2000-2001 | Coin Nord de Mitsamiouli     |                                 | Coin Nord de Mitsamiouli        |                                 |                             |                         | Fomboni Football Club    |                           |
| 2001-2002 | Fomboni Football Club        |                                 | Volcan Club de Moroni           |                                 | Citadelle Club de Mutsamudu |                         | Fomboni Football Club    |                           |
| 2002-2003 |                              | Coin Nord de Mitsamiouli        | Volcan Club de Moroni           |                                 |                             |                         | Belle-Lumière de Djoiezi |                           |
| 2003-2004 | Élan Club de Mitsoudjé       |                                 | Élan Club de Mitsoudjé          |                                 | Étoile d'or Mirontsy        | Gombessa Sport          | Belle-Lumière de Djoiezi |                           |
| 2005      | Coin Nord de Mitsamiouli     |                                 | Coin Nord de Mitsamiouli        |                                 | Chirazienne Football Club   | Étoile d'or Mirontsy    | Belle-Lumière de Djoiezi | Fomboni Football Club     |
| 2006      | AJS Mutsamudu                |                                 | Élan Club de Mitsoudjé          |                                 | AJS Mutsamudu               |                         | Fomboni Football Club    |                           |
| 2007      | Coin Nord de Mitsamiouli     | AJS Mutsamudu                   | Coin Nord de Mitsamiouli        |                                 | Ngazi Sport de Mirontsi     |                         | Fomboni Football Club    |                           |
| 2008      | Étoile d'or Mirontsy         | Coin Nord de Mitsamiouli        | Coin Nord de Mitsamiouli        |                                 | Étoile d'or Mirontsy        |                         |                          | AJS Mutsamudu             |
| 2009      | Apache Club de Mitsamiouli   | Steal Nouvel de Sima            | Apache Club de Mitsamiouli      | Coin Nord de Mitsamiouli        | Steal Nouvel de Sima        |                         | Belle-Lumière de Djoiezi |                           |
| 2010      | Élan Club de Mitsoudjé       | Komorozine de Domoni            | Élan Club de Mitsoudjé          | Coin Nord de Mitsamiouli        | Komorozine de Domoni        |                         | Fomboni Football Club    |                           |
| 2011      | Coin Nord de Mitsamiouli     | Fomboni Football Club           | Coin Nord de Mitsamiouli        | Apache Club de Mitsamiouli      | Steal Nouvel de Sima        | Komorozine de Domoni    | Fomboni Football Club    |                           |
| 2012      | Djabal Club                  | Fomboni Football Club           | Djabal Club                     | Coin Nord de Mitsamiouli        | Steal Nouvel de Sima        | Ngazi Sport de Mirontsi | Fomboni Football Club    | Ouragan Club de Mboingoma |
| 2013      | Komorozine de Domoni         | Enfants des Comores de Vouvouni | Enfants des Comores de Vouvouni | Djabal Club                     | Komorozine de Domoni        | Steal Nouvel de Sima    | Championnat abandonné    | Championnat abandonné     |
| 2014      | Fomboni Football Club        | Coin Nord de Mitsamiouli        | Coin Nord de Mitsamiouli        | Enfants des Comores de Vouvouni | Football Club de Ouani      | Komorozine de Domoni    | Fomboni Football Club    | Ouragan Club de Boingoma  |
| 2015      | Volcan Club de Moroni        | Steal Nouvel de Sima            | Volcan Club de Moroni           | JAC de Mitsoudjé                | Steal Nouvel de Sima        | Étoile d'or Mirontsy    | Belle-Lumière de Djoiezi | Fomboni Football Club     |
| 2016      | Ngaya Club                   | Fomboni Football Club           | Ngaya Club                      | JAC de Mitsoudjé                | Steal Nouvel de Sima        | Football Club de Ouani  | Fomboni Football Club    | Belle-Lumière de Djoiezi  |
| 2017      | Ngaya Club                   | Belle-Lumière de Djoiezi        | Ngaya Club                      | Union sportive de Zilimadjou    | Étoile d'or Mirontsy        | Ngazi Sport de Mirontsi | Belle-Lumière de Djoiezi | Fomboni Football Club     |
| 2018      | Volcan Club de Moroni        | Fomboni Football Club           | Volcan Club de Moroni           | Union Sportive de Mbéni         | Étoile d'or Mirontsy        | Football Club de Ouani  | Fomboni Football Club    | Belle-Lumière de Djoiezi  |
| 2019      | Fomboni Football Club        | Steal Nouvel de Sima            | Football Club de Malé           | Union sportive de Zilimadjou    | Steal Nouvel de Sima        | Étoile d'or Mirontsy    | Fomboni Football Club    | FCN Espoir                |
| 2020      | Union sportive de Zilimadjou | Fomboni Football Club           | Union sportive de Zilimadjou    | Volcan Club de Moroni           | Football Club de Ouani      | Ngazi Sport             | Fomboni Football Club    | Étoile du Centre          |
| 2020-2021 | Union sportive de Zilimadjou | Ngazi Sport                     | Union sportive de Zilimadjou    | FC Hantsindzi                   | Ngazi Sport                 | JS Bazimini             | FCN Espoir               | FC Chihouzi               |
| 2021-2022 | Volcan Club de Moroni        | Steal Nouvel de Sima            | Volcan Club de Moroni           | Union sportive de Zilimadjou    | Steal Nouvel de Sima        | Étoile d'or de Mirontsy | Fomboni Football Club    | FCN Espoir                |
| 2022-2023 | Djabal FC                    | Steal Nouvel de Sima            | Djabal FC                       | Volcan Club de Moroni           | Steal Nouvel de Sima        | Ngazi Sport de Mirontsy | Fomboni Football Club    | Étoile du Centre          |
| 2023-2024 | Union sportive de Zilimadjou | Étoile d'or de Mirontsy         | Union sportive de Zilimadjou    | Volcan Club de Moroni           | Étoile d'or de Mirontsy     | Steal Nouvel de Sima    | Étoile du Centre         | Fomboni Football Club     |
| 2024-2025 | Union sportive de Zilimadjou | FC Djomakawé                    | Union sportive de Zilimadjou    | Djabal FC                       | FC Djomakawé                | Gombessa Sport          | Fomboni Football Club    | Nouvel Espoir de Djando   |

## Bilan

### Championnat des Comores
| Rang | Club                            | Titres | Année                                                | Seconde place | Année                              |
| ---- | ------------------------------- | ------ | ---------------------------------------------------- | ------------- | ---------------------------------- |
| 1    | Coin Nord de Mitsamiouli        | 7      | 1979-80, 1985-86, 1989-90, 2000-01, 2005, 2007, 2011 | 4             | 1983-84, 2002-03, 2008, 2014       |
| 2    | Union sportive de Zilimadjou    | 6      | 1992-93, 1997-98, 2020, 2020-21, 2023-24, 2024-25    | 0             |                                    |
| 3    | Élan Club de Mitsoudjé          | 4      | 1994-95, 1995-96, 2003-04, 2010                      | 0             |                                    |
| 2    | Volcan Club de Moroni           | 4      | 1998-99, 2015, 2018, 2021-22                         | 0             |                                    |
| 4    | Fomboni Football Club           | 3      | 2001-02, 2014, 2019                                  | 5             | 2011, 2012, 2016, 2018, 2020       |
| 6    | Djabal Club                     | 2      | 2012, 2022-23                                        | 0             |                                    |
| 6    | Étoile du Sud de Foumbouni      | 2      | 1990-91, 1991-92                                     | 0             |                                    |
| 6    | Ngaya Club                      | 2      | 2016, 2017                                           | 0             |                                    |
| 9    | AJS Mutsamudu                   | 1      | 2006                                                 | 1             | 2007                               |
| 9    | Komorozine de Domoni            | 1      | 2013                                                 | 1             | 2010                               |
| 9    | Étoile d'or Mirontsy            | 1      | 2008                                                 | 1             | 2023-24                            |
| 12   | Apache Club de Mitsamiouli      | 1      | 2009                                                 | 0             |                                    |
| 13   | Steal Nouvel de Sima            | 0      |                                                      | 5             | 2009, 2015, 2019, 2021-22, 2022-23 |
| 14   | Enfants des Comores de Vouvouni | 0      |                                                      | 1             | 2013                               |
| 14   | Belle-Lumière de Djoiezi        | 0      |                                                      | 1             | 2017                               |
| 14   | Ngazi Sport                     | 0      |                                                      | 1             | 2020-21                            |
| 14   | FC Djomakawé                    | 0      |                                                      | 1             | 2024-25                            |

### Championnat de l'île de la Grande Comore
| Rang | Club                            | Titres | Année                                   | Seconde place | Année                      |
| ---- | ------------------------------- | ------ | --------------------------------------- | ------------- | -------------------------- |
| 1    | Coin Nord de Mitsamiouli        | 6      | 2000-01, 2005, 2007, 2008, 2011, 2014   | 3             | 2009, 2010, 2012           |
| 2    | Volcan Club de Moroni           | 5      | 2001-02, 2002-03, 2015, 2018, 2021-2022 | 3             | 2020, 2022-2023, 2023-2024 |
| 3    | Élan Club de Mitsoudjé          | 5      | 1994-95, 1995-96, 2003-04, 2006, 2010   | 0             |                            |
| 4    | Union sportive de Zilimadjou    | 4      | 2020, 2020-2021, 2023-2024, 2024-2025   | 3             | 2017, 2019, 2021-2022      |
| 5    | Djabal Club                     | 2      | 2012, 2022-2023                         | 2             | 2013, 2024-2025            |
| 6    | Ngaya Club                      | 2      | 2016, 2017                              | 0             |                            |
| 7    | Apache Club de Mitsamiouli      | 1      | 2009                                    | 1             | 2011                       |
| 7    | Enfants des Comores de Vouvouni | 1      | 2013                                    | 1             | 2014                       |
| 9    | Étoile du Sud de Foumbouni      | 1      | 1991-92                                 | 0             |                            |
| 9    | Football Club de Malé           | 1      | 2019                                    | 0             |                            |
| 11   | JAC de Mitsoudjé                | 0      |                                         | 2             | 2015, 2016                 |
| 12   | Union Sportive de Mbéni         | 0      |                                         | 1             | 2018                       |
| 12   | FC Hantsindzi                   | 0      |                                         | 1             | 2021                       |

### Championnat de l'île d'Anjouan
| Rang | Club                          | Titres | Année                                                    | Seconde place | Année                       |
| ---- | ----------------------------- | ------ | -------------------------------------------------------- | ------------- | --------------------------- |
| 1    | Steal Nouvel de Sima          | 8      | 2009, 2011, 2012, 2015, 2016, 2019, 2021-2022, 2022-2023 | 2             | 2013, 2023-2024             |
| 2    | Étoile d'or Mirontsy          | 5      | 2003-04, 2008, 2017, 2018, 2023-2024                     | 4             | 2005, 2015, 2019, 2021-2022 |
| 3    | Ngazi Sport de Mirontsi       | 2      | 2007, 2020-21                                            | 4             | 2012, 2017, 2020, 2022-2023 |
| 4    | Komorozine de Domoni          | 2      | 2010, 2013                                               | 2             | 2011, 2014                  |
| 4    | Football Club de Ouani        | 2      | 2014, 2020                                               | 2             | 2016, 2018                  |
| 6    | Faigaffe Club                 | 2      | 1994-95, 1995-96                                         | 0             |                             |
| 7    | AJS Mutsamudu                 | 1      | 2006                                                     | 1             | 2008                        |
| 8    | Citadelle Club de Mutsamudu   | 1      | 2001-02                                                  | 0             |                             |
| 8    | Chirazienne Football Club     | 1      | 2005                                                     | 0             |                             |
| 8    | FC Djomakawé                  | 1      | 2024-2025                                                | 0             |                             |
| 11   | Gombessa Sport                | 0      |                                                          | 2             | 2003-2004, 2024-2025        |
| 12   | Jeunesse sportive de Bazimini | 0      |                                                          | 1             | 2021                        |

### Championnat de l'île de Mohéli
| Rang | Club                      | Titres | Année | Seconde place | Année                       |
| ---- | ------------------------- | ------ | --- | ------------- | --------------------------- |
| 1    | Fomboni Football Club     | 19     | 1989-90, 1990-91, 1991-92, 1992-93, 1994-95, 2000-01, 2001-02, 2006, 2007, 2010, 2011, 2012, 2014, 2018, 2019, 2020, 2021-2022, 2022-2023, 2024-2025 | 4             | 2005, 2015, 2017, 2023-2024 |
| 2    | Belle-Lumière de Djoiezi  | 6      | 2002-03, 2003-04, 2005, 2009, 2015, 2017 | 2             | 2016, 2018                  |
| 3    | FCN Espoir                | 1      | 2021 | 2             | 2019, 2021-2022             |
| 4    | Étoile du Centre          | 1      | 2023-2024 | 2             | 2020, 2022-2023             |
| 4    | Ouragan Club de Mboingoma | 0      | | 2             | 2012, 2014                  |
| 6    | FC Chihouzi               | 0      | | 1             | 2021                        |
| 6    | Nouvel Espoir de Djando   | 0      | | 1             | 2025                        |